# 奈良街道
奈良街道（ならかいどう）・大和街道（やまとかいどう）是前往奈良或大和國的街道之總稱。因歷史和地理的因素有複數的路線存在。

## 京都府內的奈良街道・大和街道
京都經伏見至奈良的街道一般稱作「奈良街道」或「大和街道」。京都・伏見間分成沿山的伏見街道和平原地區的竹田街道的2路線。從奈良的角度也稱作「京街道」。
又，在髭茶屋追分和舊東海道（三條街道）分岐，在山科盆地南下，從六地藏至宇治・大久保的經路也稱作「奈良街道」。

## 大阪府往奈良縣的奈良街道・大和街道

### 龍田越
廣義上有複數的路線存在，但是皆經由「龍田」（現在的斑鳩町龍田、龍田神社付近）。
- 龍田越奈良街道 - 略稱：「龍田越」。沿大和川右岸。相當現在的國道25號。通過三鄉町的龍田大社付近，河內國・大和國境付近有複數的路線[1]。
- 磐船街道・清瀧街道 - 從守口宿東進，越過清瀧峠，在四條畷市北田原地區沿天野川、龍田川南下，在龍田和龍田越合流的路線。相當現在的國道163號。
- 俊德街道・十三街道 - 越過八尾市・平群町的「十三峠」，沿龍田川南下，在龍田和龍田越合流的路線。
- 立石街道・大道越 - 經由八尾市・平群町。在平群町和十三街道・清瀧街道合流。

### 暗越（椋嶺越）
從大坂越過生駒山地的暗峠至奈良的街道。相當現在的國道308號。

#### 生駒山地的峠越
大坂往奈良的峠越，也包含龍田道、暗峠、信貴山越。
- 尊延寺越
- 榜示越
- 磐船越
- 清瀧越
- 中垣內越（龍間越古堤街道）・河內中垣內村～俵口村
- 善根寺越・河內善根寺村～俵口村
- 日下越・河內日下村～俵口村
- 鷲尾越（辻子越）・河內芝村～山崎村
- 椋嶺越・峠茶屋～藤尾村
- 鳴川越・六万寺村～鳴川村
- 龍田越（十三越）・河內神立村～大道村
- 大道越・河內大窪村～大道村
- 立石越・河內服部川村～久安寺村
- 信貴越（越智越・黑谷越）・河內教興寺村～南畑村
- 龜瀨越（國分越・立野越）・河內峠村～立野村

## 伊賀越
從奈良通過大和街道・伊賀街道，經由伊賀國通往伊勢的道路。過去稱作「伊賀越奈良道」「奈良道」。現在，在五百野（津市美里町）和伊賀街道分岐，經久居城下，在月本追分（松阪市中林町）和伊勢街道合流的區間稱作「奈良街道」。

## 脚注
1. ↑  .   [2013-09-25]. （原始内容存档于2007-02-17）.

## 外部連結
- 伊勢本街道 古地図(玉造・暗越・三輪)[永久]